# Pochowani na Cmentarzu Komunalnym we Włocławku
Pochowani na Cmentarzu Komunalnym we Włocławku – lista osób encyklopedycznych, posiadających biogram na polskojęzycznej edycji Wikipedii, pochowanych na Cmentarzu Komunalnym we Włocławku, włącznie z jej filią w Pińczacie.
Numery kwatery/rzędu/grobu zostały podane w oparciu o Bazę Osób Pochowanych Cmentarza Komunalnego we Włocławku.

## Lista osób encyklopedycznych pochowanych na Cmentarzu Komunalnym we Włocławku
| Nazwisko i imię                   | Zdjęcie grobu | Zawód                                                                                               | Data śmierci          | Uwagi do lokalizacji                                      | Numer kwatery/rzędu/grobu | Pozostałe uwagi |
| --------------------------------- | ------------- | --------------------------------------------------------------------------------------------------- | --------------------- | --------------------------------------------------------- | ------------------------- | --- |
| Alejski Ignacy                    |               | Wojskowy                                                                                            | 1971, 4 października  | Była kwatera ewangelicka                                  | 1/3/189                   | - |
| Arentowicz Józef                  | -             | Metrolog, twórca Muzeum Miar                                                                        | 1972, 14 lipca        | -                                                         | 83Z/16/318                | - |
| Arentowicz Zdzisław               |               | Literat, działacz kulturalny                                                                        | 1956, 5 stycznia      | -                                                         | 19/4/52                   | - |
| Aspis Aleksandra                  |               | Nauczycielka, dyrektorka pensji                                                                     | 1933, 19 września     | -                                                         | 54/8/85                   | Niewymieniona w bazie danych cmentarza |
| Aspis Bogumił                     |               | Literat                                                                                             | 1898, 23 maja         | -                                                         | 54/8/85                   | - |
| Bagdziński Stanisław Leszek       | -             | Nauczyciel akademicki, wicewojewoda włocławski                                                      | 1997, 21 września     | -                                                         | 20/4/68                   | - |
| Bauer Ludwik                      | -             | Burmistrz Włocławka, fabrykant                                                                      | 1927, 7 września      | Była kwatera ewangelicka/aleja wzdłuż bramy głównej       | 1/1/4                     | W 2017 r. wyremontowany ze składek społecznych, organizowanych w latach 2015-16 przez Stowarzyszenie "Czas Start" |
| Bista Henryk                      |               | Aktor teatralny, filmowy i telewizyjny                                                              | 1997, 8 października  | -                                                         | 65/10/182                 | Pierwotnie pochowany na Cmentarzu Powązkowskim w Warszawie, po śmierci żony w 2006 roku jego szczątki przeniesiono do Włocławka |
| Bojakowski Paweł                  |               | Muzyk, współautor hejnału Włocławka                                                                 | 1960, 25 września     | -                                                         | 22/1/10                   | - |
| Bojańczyk Jerzy                   |               | Działacz społeczny, p.o. prezydenta Włocławka                                                       | 1947, 21 października | Aleja główna                                              | 36/1/11                   | - |
| Bombolski Stanisław               | -             | Działacz socjalistyczny i samorządowy                                                               | 1955, 5 grudnia       | -                                                         | 23/1/13                   | - |
| Bouchard Ludwik                   | -             | Malarz, nauczyciel                                                                                  | 1912, 1 lutego        | -                                                         | 23/1/32                   | Wpisany do Rejestru Zabytków Województwa Kujawsko-Pomorskiego |
| Castor Jann, wł. Ruciński Wiesław |               | Muzyk, poeta                                                                                        | 2016, 21 kwietnia     | Kwatera zasłużonych, dawniej kwatera działaczy KPP i PZPR | R4/1/17                   | Kwatera w całości wpisana do Rejestru Zabytków Województwa Kujawsko-Pomorskiego |
| Chodyński Stanisław               |               | Duchowny, profesor Wyższego Seminarium Duchownego we Włocławku i Uniwersytetu Warszawskiego         | 1919, 16 maja         | Kwatera duchownych                                        | 82A/4/1                   | Wykonany przez Hipolita Kasjana Marczewskiego. Po przebudowie z 1928 r. i adaptacji na ołtarz, wpisany do Rejestru Zabytków Województwa Kujawsko-Pomorskiego |
| Chodyński Zenon                   |               | Duchowny, profesor Wyższego Seminarium Duchownego we Włocławku                                      | 1887, 16 maja         | Kwatera duchownych                                        | 82A/4/1                   | Wykonany przez Hipolita Kasjana Marczewskiego. Po przebudowie z 1928 r. i adaptacji na ołtarz, wpisany do Rejestru Zabytków Województwa Kujawsko-Pomorskiego |
| Ciechurski Ignacy                 |               | Fabrykant, założyciel Fabryki Manometrów i Termometrów                                              | 1939, 16 czerwca      | Aleja główna                                              | 35/1/4                    | - |
| Cybulski Antoni                   | -             | Nauczyciel, poeta, publicysta                                                                       | 2016, 25 września     | -                                                         | 108/1A/11                 | - |
| Czubryt Julian                    |               | Wojskowy                                                                                            | 1964, 10 marca        | -                                                         | 22/1/21                   | - |
| Czuczman Zdzisław                 | -             | Wojskowy, żołnierz Związku Walki Zbrojnej-Armii Krajowej i Ludowego Wojska Polskiego, lekarz        | 2001, 31 sierpnia     | Kwatera zasłużonych                                       | 113/3/8                   | - |
| Dobrowolski Michał                | -             | Powstaniec styczniowy, naczelnik Rządu Narodowego w Mińsku                                          | 1898, 17 sierpnia     | -                                                         | 21/5/153                  | - |
| Domeradzki Kazimierz              |               | Wojskowy, żołnierz Armii Krajowej                                                                   | 1968, 11 października | Kwatera żołnierzy Wojska Polskiego                        | 84D/4/43                  | - |
| Dorszewski Edward                 |               | Wojskowy, ofiara zbrodni katyńskiej                                                                 | 1940, kwiecień        | -                                                         | 82/7/139                  | Symboliczna płyta umieszczona na grobie Wiktora Grotowskiego |
| Dowmont Feliksa                   |               | Radna Włocławka, działaczka społeczna                                                               | 1942, 1 września      | -                                                         | 43A/1/12                  | - |
| Dowmont Władysław                 |               | Fotograf                                                                                            | 1960, 7 września      | -                                                         | 43A/1/12                  | - |
| Fopp Tadeusz Cyprian              | -             | Nauczyciel, działacz społeczny i katolicki, publicysta                                              | 1954, 8 lipca         | Aleja główna                                              | 40/1/9                    | - |
| Gasik Edward                      |               | Wojskowy                                                                                            | 1973, 16 lipca        | Była kwatera ewangelicka                                  | 4/1/4                     | - |
| Gawłowski Marian                  | -             | Działacz komunistyczny, poseł na Sejm PRL                                                           | 2011, 27 czerwca      | -                                                         | 84B/11/283                | - |
| Gniazdowski Włodzimierz           |               | Nauczyciel, założyciel i dyrektor teatrów                                                           | 1980, 21 marca        | -                                                         | 42/10/161                 | - |
| Gromczyński Wojciech              |               | Wojskowy, dowódca Obrony Włocławka w sierpniu 1920 roku                                             | 1937, 28 maja         | Aleja wzdłuż bramy głównej                                | 19/3/42                   | - |
| Gruell Mieczysław                 |               | Lekarz, powstaniec styczniowy                                                                       | 1909, 24 czerwca      | -                                                         | 54/8/77                   | Zbudowany w 1887 r., w 2015 r. wyremontowany przez Zakład Kamieniarski L. Czereba |
| Gulin Wojciech                    |               | Psycholog, nauczyciel akademicki, wojewoda włocławski i wicewojewoda łódzki                         | 2020, 5 stycznia      | -                                                         | 57/1/14                   | - |
| Jakubowski Józef                  |               | Rzemieślnik, działacz cechowy i polityczny                                                          | 1991, 20 lipca        | -                                                         | 31/6/95                   | - |
| Jarzembowski Ryszard              |               | Polityk, dziennikarz, wicemarszałek senatu                                                          | 2021, 9 sierpnia      | -                                                         | 48/8/168                  | - |
| Jastrzębski Stefan                |               | Wojskowy                                                                                            | 1942, 24 stycznia     | -                                                         | 90/1/5                    | - |
| Jaworski Dariusz                  |               | Radny Włocławka, działacz opozycji w czasach PRL                                                    | 2020, 17 marca        | Kwatera zasłużonych, dawniej kwatera działaczy KPP i PZPR | R4/1/55                   | Kwatera w całości wpisana do Rejestru Zabytków Województwa Kujawsko-Pomorskiego |
| Joachimiak Tadeusz                |               | Prezydent Włocławka, kierownik i dyrektor fabryk, urzędnik                                          | 2021, 28 stycznia     | Filia Cmentarza Komunalnego w Pińczacie                   | 1Z/1/1                    | - |
| Kaliszek Stanisław                |               | Wojskowy                                                                                            | 1938, 29 kwietnia     | Aleja wzdłuż bramy głównej                                | 21/5/161                  | - |
| Karpiński Witold                  | -             | Żołnierz Armii Krajowej, kolega Karola Wojtyły z czasów szkolnych                                   | 2010, 10 października | -                                                         | 64/1/17                   | - |
| Kaszubski Tadeusz                 |               | Poseł na sejm kontraktowy, działacz NSZZ „Solidarność”, nauczyciel, rolnik                          | 2005, 6 października  | -                                                         | 60B/28/36                 | Baza danych cmentarza podaje błędne dane co do miejsca pochówku |
| Kletkiewicz Stefan                |               | Działacz komunistyczny i samorządowy, kierownik i dyrektor fabryk                                   | 1986, 25 lutego       | -                                                         | 24/11/289                 | - |
| Knorr Jan                         | -             | Duchowny, działacz patriotyczny                                                                     | 1924, 2 listopada     | -                                                         | 23/1/14                   | - |
| Kochanowicz Józef                 |               | Fabrykant, założyciel Fabryki Farb i Lakierów Nobiles                                               | 1957, 5 lipca         | Aleja główna                                              | 30/1/11                   | - |
| Kołodziej Bartłomiej              |               | Senator i poseł, nauczyciel akademicki, architekt                                                   | 2011, 11 października | -                                                         | 21/1/8A                   | - |
| Konwicki Innocenty                | -             | Działacz komunistyczny i sportowy, działacz podziemia antykomunistycznego, inżynier                 | 1968, 22 listopada    | -                                                         | 42/11/176                 | - |
| Kowalewska Agnieszka              |               | Dyrektor Muzeum Ziemi Kujawskiej i Dobrzyńskiej we Włocławku                                        | 2019, 22 września     | -                                                         | 42/2/25                   | - |
| Koziński Józef                    |               | Wojskowy, działacz harcerski                                                                        | 1979, 26 czerwca      | Aleja wzdłuż bramy głównej                                | 30/11/162                 | - |
| Królikowska Henryka               | -             | Malarka, kierowniczka Muzeum Ziemi Kujawskiej i Dobrzyńskiej we Włocławku                           | 1983, 23 września     | -                                                         | 106/1/13                  | - |
| Kruczkowski Kazimierz             |               | Wojskowy                                                                                            | 1958, 10 grudnia      | -                                                         | 43/11/185                 | - |
| Kruszyński Józef                  | -             | Duchowny, rektor Katolickiego Uniwersytetu Lubelskiego                                              | 1953, 10 sierpnia     | Kwatera duchownych                                        | 82A/3/40                  | - |
| Kwiatkowski Wojciech              | -             | Poseł, radny Włocławka, działacz opozycji w czasach PRL, inżynier, geodeta                          | 2019, 1 czerwca       | -                                                         | 24/4/79                   | - |
| Laszenko Aleksander               |               | Malarz, podróżnik                                                                                   | 1944, 11 czerwca      | Kwatera prawosławna                                       | R3/8/66                   | Kwatera w całości wpisana do Rejestru Zabytków Województwa Kujawsko-Pomorskiego |
| Lenkiewicz Teodor                 | -             | Duchowny, organizator Parafii NMP Królowej Polski we Włocławku                                      | 2022, 17 marca        | Kwatera duchownych                                        | 82A/3/40A                 | - |
| Lewandowska Irena                 | -             | Posłanka na sejm PRL                                                                                | 1998, 28 marca        | -                                                         | 78/4/106                  | - |
| Lewandowski Czesław               |               | Biskup pomocniczy, biskup senior włocławski                                                         | 2009, 16 sierpnia     | Kwatera duchownych                                        | 82A/4/1A                  | - |
| Łabęcki Czesław                   |               | Wojskowy, lotnik, żołnierz Związku Walki Zbrojnej-Armii Krajowej                                    | 1979, 17 grudnia      | -                                                         | 21/5/146                  | - |
| Łada Kazimierz                    |               | Muzyk                                                                                               | 1871, 5 września      | Aleja główna                                              | 36/1/12                   | Pierwotnie pochowany na nieistniejącym już cmentarzu komunalnym na Zielonym Rynku we Włocławku. W latach 20. XX wieku jego szczątki przeniesiono w obecne miejsce. W latach 2012–14 organizowano kwesty na renowację nagrobka. Za pieniądze zebrane w 2012 r. odnowiono płytę grobową i podtrzymujące je kamienie. Pełna renowacja nagrobka nie doszła do skutku. Nagrobek wpisany do Rejestru Zabytków Województwa Kujawsko-Pomorskiego |
| Majchrowicz Józefa                |               | Malarka, nauczycielka                                                                               | 1959, 16 kwietnia     | -                                                         | 22/1/32                   | - |
| Michalska Wiesława                | -             | Nauczycielka, działaczka partyjna i społeczna                                                       | 2001, 13 marca        | -                                                         | 64/17/345                 | - |
| Benedykt Michewicz                | -             | prezes spółki Anwil, kibic Anwilu Włocławek                                                         | 2008, 25 kwietnia     | -                                                         | 80/23/401A                | - |
| Mrożewski Zdzisław                |               | Aktor teatralny i filmowy                                                                           | 2002, 5 lipca         | Aleja wzdłuż bramy głównej                                | 21/3/95                   | - |
| Mühsam Hugo                       |               | Fabrykant, założyciel Fabryki Maszyn Rolniczych, radny Włocławka, działacz społeczny i charytatywny | 1930, 31 stycznia     | Była kwatera ewangelicka                                  | 3/1/22                    | - |
| Mystkowski Witold                 |               | Prezydent Włocławka, żołnierz Legionów Piłsudskiego                                                 | 1939, 11 listopada    | Kwatera ofiar hitleryzmu                                  | 117/9/79                  | - |
| Napiórkowski Andrzej              | -             | Polityk, samorządowiec, wicewojewoda włocławski                                                     | 2009, 28 września     | Aleja główna                                              | 48/1/17                   | - |
| Nowak Kazimierz                   | -             | Poseł                                                                                               | 1998, 15 sierpnia     | Kwatera zasłużonych, dawniej kwatera działaczy KPP i PZPR | R4/1/84                   | Kwatera w całości wpisana do Rejestru Zabytków Województwa Kujawsko-Pomorskiego |
| Nowca Władysław                   |               | Dyrektor szkoły, działacz społeczny                                                                 | 1924, 10 marca        | Aleja główna                                              | 38/1/3                    | - |
| Ochmański Franciszek              | -             | Poseł na sejm PRL                                                                                   | 1972, 13 marca        | Kwatera zasłużonych, dawniej kwatera działaczy KPP i PZPR | R4/1/15                   | Kwatera w całości wpisana do Rejestru Zabytków Województwa Kujawsko-Pomorskiego |
| Ogrodowicz Antoni Mikołaj         |               | Powstaniec styczniowy                                                                               | 1927, 26 maja         | Aleja wzdłuż bramy głównej                                | 42/12/193                 | - |
| Olejniczak Franciszek             |               | Działacz komunistyczny                                                                              | 1943                  | -                                                         | 49/10/182                 | Wymieniony także na płycie symbolicznego nagrobka w kwaterze działaczy KPP i PZPR (R4/1/27) |
| Olewiński Marek                   |               | Poseł                                                                                               | 2005, 29 marca        | Kolumbarium (pierwsze)                                    | 112/B/3-4                 | - |
| Orłowski Jerzy                    |               | Poseł na sejm PRL, inżynier rolnictwa                                                               | 2009, 6 grudnia       | Filia Cmentarza Komunalnego w Pińczacie                   | 17/5/13                   | - |
| Pieszkański Jerzy                 |               | Żołnierz Marynarki Wojennej, poległ w wojnie polsko-bolszewickiej                                   | 1920, 14 sierpnia     | -                                                         | 84A/16/521                | Początkowo pochowany we Włoszycy k. Mikorzyna. Po kilkunastu dniach jego ciało przewieziono do Włocławka, gdzie spoczął w obecnym miejscu. W pierwotnym miejscu pochówku wystawiono mu symboliczny nagrobek |
| Piwek-Białoborska Elżbieta        | -             | Artystka ceramik                                                                                    | 1989, 14 maja         | -                                                         | 71/5/118                  | - |
| Płoszay Leon                      | -             | Malarz, grafik, nauczyciel                                                                          | 1993, 27 grudnia      | -                                                         | 34/4/56                   | Pochowany pod nazwiskiem Płoszaj |
| Jerzy Polak                       | -             | Komentator sportowy, znany kibic koszykówki (Anwilu Włocławek) dyrektor Radia W                     | 2009, 9 sierpnia      | -                                                         | 35/9/257                  | - |
| Prawowski Stefan                  |               | Wojskowy, ofiara zbrodni katyńskiej                                                                 | 1940                  | -                                                         | 22/1/32                   | Symboliczna płyta umieszczona na grobie, w którym spoczęła jego matka oraz siostra Józefy Majchrowicz wraz z córką, faktycznie pochowany na Polskim Cmentarzu Wojennym w Katyniu |
| Pukianiec Zygmunt                 |               | Lekarz, wojskowy                                                                                    | 1966, 4 września      | -                                                         | 26/6/217                  | - |
| Reder Agrypina                    |               | Nauczycielka, żołnierka Armii Krajowej, uczestniczka powstania warszawskiego                        | 2000, 21 sierpnia     | Aleja główna                                              | 44/1/17                   | Wykonany ok. 1930 roku przez B. Dobrzańskiego. Wpisany do Rejestru Zabytków Województwa Kujawsko-Pomorskiego jako grób Izabeli Nowickiej |
| Reder Mieczysław                  |               | Nauczyciel, rzeźbiarz, uczestnik kampanii wrześniowej                                               | 1991, 14 sierpnia     | Aleja główna                                              | 44/1/17                   | Wykonany ok. 1930 roku przez B. Dobrzańskiego. Wpisany do Rejestru Zabytków Województwa Kujawsko-Pomorskiego jako grób Izabeli Nowickiej |
| Rejmanowski Tadeusz               |               | Lekarz, historyk medycyny, działacz społeczny                                                       | 2008, 1 sierpnia      | Aleja główna                                              | 44/1/10                   | - |
| Rodzeń Józef                      |               | Wojskowy                                                                                            | 1939, 19 września     | -                                                         | 20/4/63                   | - |
| Rogowski Franciszek               |               | Wojskowy, powstaniec wielkopolski                                                                   | 1968, 9 czerwca       | -                                                         | 76/6/166                  | - |
| Sablik Kazimierz                  |               | Wojskowy                                                                                            | 1926, 17 września     | Kwatera żołnierzy Wojska Polskiego                        | 84D/1/8                   | - |
| Sasak Józef                       |               | Poseł na sejm PRL, działacz partyjny                                                                | 1984, 5 maja          | Kwatera zasłużonych                                       | 112Z/1/6                  | - |
| Skrzypek Władysław                |               | Prezydent i radny Włocławka, poseł, działacz społeczny, nauczyciel                                  | 2019, 24 lipca        | -                                                         | 34/9/114                  | - |
| Sokołowski Henryk                 | -             | Malarz                                                                                              | 1927, 27 listopada    | Aleja główna                                              | 43/1/6                    | Pochowany jako Poraj-Sokołowski |
| Stasiaczek Stanisław              |               | Wojskowy                                                                                            | 1928, 4 lutego        | Kwatera żołnierzy Wojska Polskiego                        | 84D/4/33                  | - |
| Szałwiński Karol                  |               | Fotograf                                                                                            | 1906, 13 sierpnia     | Aleja główna                                              | 36/1/12                   | Pochowany w mogile zbiorowej ofiar katastrofy na rzece Wiśle |
| Szczepaniak Jan                   |               | Poseł, wojewoda włocławski                                                                          | 2006, 22 września     | Kolumbarium (pierwsze)                                    | 112/D/1-2                 | - |
| Szelągowski Wiktor                | -             | Wioślarz                                                                                            | 1935, 10 marca        | -                                                         | 32/8/129                  | - |
| Szyszko Ewelina                   | -             | Nauczycielka, dyrektorka szkół, radna Włocławka, posłanka na sejm PRL                               | 2001, 2 grudnia       | Filia Cmentarza Komunalnego w Pińczacie                   | 4/3/5                     | - |
| Śliwiński Jan                     | -             | Duchowny, działacz charytatywny                                                                     | 1916, 10 marca        | Brak danych                                               | Brak danych               | Niewymieniony w bazie danych cmentarza |
| Ślósarski Jan                     | -             | Wojskowy, poległ w wojnie polsko-bolszewickiej                                                      | 1920, 14 czerwca      | Brak danych                                               | Brak danych               | Niewymieniony w bazie danych cmentarza |
| Tomczewski Ryszard                | -             | Poseł na sejm PRL, działacz partyjny                                                                | 2020, 2 kwietnia      | -                                                         | 49/10/183                 | - |
| Uściński Edward                   |               | Wojskowy                                                                                            | 1984, 3 stycznia      | -                                                         | 107/2/22                  | - |
| Walewski Franciszek               |               | Wojskowy, żołnierz Armii Krajowej                                                                   | 1979, 14 stycznia     | -                                                         | 44A/1/13                  | - |
| Wawrzyniecki Antoni               |               | Prezydent i radny Włocławka                                                                         | 1956, 5 maja          | Aleja główna                                              | 37/5/85                   | - |
| Wąsowski Ewaryst                  |               | Lekarz, wojskowy                                                                                    | 1932, 25 lipca        | Kwatera żołnierzy Wojska Polskiego                        | 84D/1/13                  | - |
| Wiewiórski Leon                   |               | Wojskowy                                                                                            | 1988, 1 września      | -                                                         | 83Z/13/267                | - |
| Wituła Stanisław                  |               | Poseł na sejm PRL, działacz partyjny                                                                | 2006, 23 marca        | Kolumbarium (pierwsze)                                    | 112/B/3-8                 | - |
| Zagajewski Stanisław              |               | Rzeźbiarz                                                                                           | 2008, 4 kwietnia      | -                                                         | R2/14/108                 | - |
| Zawisza de Sulima Emil            |               | Wojskowy, żołnierz Armii Krajowej                                                                   | 1961, 8 września      | -                                                         | 21/5/159                  | Pochowany jako Jerzy Emilian Zawisza |
| Zbiegniewska Izabela              |               | Nauczycielka, dyrektorka pensji, działaczka patriotyczna, literatka                                 | 1914, 18 czerwca      | Aleja główna                                              | 49/1/23                   | Wykonany w 1915 r. przez Franciszka Gontarskiego. Wpisany do Rejestru Zabytków Województwa Kujawsko-Pomorskiego. Na początku XXI wieku został poddany renowacji. W 2019 r. Społeczny Komitet Odnowy Historycznych Nagrobków zorganizował kwestę na remont m.in. tego nagrobka. Renowacja nie została jeszcze wykonana |
| Ziółkowski Bogdan                 | -             | Historyk, publicysta                                                                                | 2009, 2 sierpnia      | Filia Cmentarza Komunalnego w Pińczacie                   | 15/4/5                    | - |
| Żbikowski Piotr                   |               | Profesor historii literatury, nauczyciel akademicki, publicysta                                     | 2011, 20 stycznia     | -                                                         | 33/5/50                   | |